# Dalian Yingbo FC
Der Dalian Yingbo Football Club (chinesisch 大连英博足球俱乐部) ist ein chinesischer Fußballverein aus Dalian (chinesisch 大連市 / 大连市). Aktuell, Stand Dezember 2024, spielt der Verein in der ersten Liga, der Chinese Super League.

## Geschichte
Der Verein wurde am 24. Dezember 2021 als Dalian Duxing Football Club (chinesisch 大连读行足球俱乐部) gegründet. 2022 startete der Verein in der vierten Liga, der China Amateur Football League. Am Ende der Saison 2022 stieg der Verein in die dritte Liga auf. 2023 wurde man Vizemeister und stieg somit in die zweite Liga auf. Vor der Saison 2023 wurde er Verein in Dalian Zhixing Football Club umbenannt. Ein Jahr später, im Januar 2024, wurde der Verein in Dalian Yingbo Football Club umbenannt.

## Namenshistorie
| von         | bis         | Vereinsname                                       |
| ----------- | ----------- | ------------------------------------------------- |
| 2021        | 2022        | Dalian Duxing FC (chinesisch 大连读行足球俱乐部)  |
| 2023        | Januar 2024 | Dalian Zhixing FC (chinesisch 大连智行足球俱乐部) |
| Januar 2024 |             | Dalian Yingbo FC (chinesisch 大连英博足球俱乐部)  |

Dalian Yingbo Football Club

## Erfolge
- Chinesischer Drittligavizemeister: 2023  ▲

## Stadion
Der Verein trägt seine Heimspiele im Jinzhou Stadium (chinesisch 金州体育场) in Jinzhou (chinesisch 金州区), einem Stadtbezirk der Provinz Liaoning (chinesisch 辽宁) aus. Das Stadion hat ein Fassungsvermögen von 63.677 Personen.

## Trainerchronik
| Trainer  | Nation              | von          | bis   |
| -------- | ------------------- | ------------ | ----- |
| Li Guoxu | Volksrepublik China | 1. Juni 2022 | heute |

## Saisonplatzierung
| Saison | Liga                                    | Level | Platz |
| ------ | --------------------------------------- | ----- | ----- |
| 2022   | CFA Member Association Champions League | 4     | 4. ▲  |
| 2023   | China League Two                        | 3     | 2. ▲  |
| 2024   | China League One                        | 2     | 2. ▲  |
| 2025   | Chinese Super League                    | 1     |       |